# Суэцмакс

Нефтяной танкер типа суэцмакс «Seavigour»

Суэцмакс (англ. Suezmax) — термин в морской архитектуре, используемый в отношении судов (исключительно нефтеналивных танкеров), способных пройти через Суэцкий канал с полной загрузкой. Ограничительными факторами являются ширина, осадка, высота и длина. Суда, которые не могут пройти через Суэцкий канал, группируются под термином кейпсайз. 
После многочисленных углублений канала, текущая глубина позволяет проходить судам с осадкой не более 20,1 метра. Дедвейт судов класса суэцмакс составляет около 160 000 тонн, максимально допустимая ширина судна — около 77,5 метров, максимальная высота ограничена 68 метрами из-за габаритов моста через Суэцкий канал. Вместимость данных танкеров составляет около 1 млн баррелей нефти. Администрация Суэцкого канала выпускает таблицу допустимой широты и осадки, которые со временем могут меняться.
Похожие термины, такие как панамакс, малаккамакс и сивэймакс, используются для крупных судов, способных проходить через Панамский канал, Малаккский пролив и морской путь Святого Лаврентия.